# 사쿠라이 타카히로
사쿠라이 타카히로(일본어: 櫻井 孝宏, 1974년 6월 13일 ~ )는 일본의 성우이다.

## 인물

### 에피소드
- <폭주형제 렛츠&고!!WAP>의 제 60화에서 와르데가르드 역으로 데뷔했다. 후에 이역으로 리오네역의 소리도 연기한다.

- <사이보그 099 THE CYBORG SOLDIER>에서 009(시마무라 죠)를 담당. 극장판으로 오오타 히로유키, TV 시리즈로는 모리 카츠지, 이노우에 카즈히코에 이은 4번째 009의 성우이다. (라디오 드라마까지 포함하면 5번째이다.) 이것을 큰 계기의 하나로서 활동의 장소를 펼치게 되었다.

- 2004년 봄에 <극단 마츠이(劇団松井)를 >를 세우고 단장을 맡고 있다. 또 스즈무라 켄이치와 유닛 <R-16>을 결성. 다른 멤버로는 오비 유키마사.

- 2005년 8월, <파이널 판타지 VII 어드벤트 칠드런>이 제62회 베네치아 국제영화제에서 출전, 클라우드 스트라이프 역으로 레드카펫을 밟았다. 일본인 성우로서는, 야마데라 코이치에 이어 2명째의 쾌거이다.

- 2006년 9월, 자신이 운영하고 있던 극단 joy2006의 무대 <ETERNITY>가 미타니 코우키의 <도쿄 선샤인 보이즈의 함정>의 표절인 것으로 판명, 극단은 사죄문을 홈페이지에 올리는 것과 동시에 미타니 코우키에게 직접 사죄했다. 또 당시 레귤러로 출연하고 있던 라디오 프로그램 3개의 진행자 일을 약 1개월 동안 자숙했다.

- 우에다 유지에 의해 만들어진 <사쿠라이 타카히로의 노래>라고 하는 것이 있다. (피스메이커 쿠로가네 드라마CD 최종편)

- 학생 시절은 櫻井라고 쓰고 <地味>라고 읽을 정도로 수수한 사람이었다고 한다. (택틱스 원작판 드라마CD~학원 택틱스 러브레터는 달콤한 함정!?~ 캐스트 코멘트에서 출처)

- 2005년부터는 이벤트나 CD등에서 캐릭터 송을 부르지 않게 되었다고 전해진다. 그러나 드라마CD <소년진화론2-2008년 발매>에서 극중 노래를 부르는 씬이 있다.

- 2008년 8월 27일 <사쿠라이 타카히로>의 명의로 참가해, 가창(歌唱)한 CD가 발매되었다. (That's WATANABEFLOWER SHOW SPECIAL!!에 수록된 " 웃고있는 꽃 笑顔の花 ")

- 오노사카 마사야의 발안으로 <VOICE ANIMAGE>의 연재로 코니시 카츠유키, 호시 소이치로등과 함께 아이돌 성우 유닛 <뮌헨>을 결성하고 있었다.

- 드라마CD나 라디오 등에서 때때로 함께 출연하는 스즈무라 켄이치, 같은 소속사에 소속되어 있는 치바 치에미와는 특히 사이가 좋다. 또 모리쿠보 쇼타로, 미키 신이치로, 이와타 미츠오, 후지와라 케이지 (때때로 후지와라 케이지와 함께 스쿠버 다이빙을 즐긴다고 한다.) 등과도 사이가 좋다.

- 좋아하는 음식은 초밥, 싫어하는 음식은 토마토. 라디오 프로그램 녹음중에 성우들로부터 대량의 토마토를 우송받아 본방 중에 눈물 머금은 목소리를 흘렸다.

- 목소리의 특성이 부드러움이 있어 소년, 청년역을 많이 담당하고 있는데 열혈한이나 쿨한 미남자, 익살스러운 역, 냉철한 악역, 특히 좋은 환경에서 자란 젊은이의 소리를 연기하는 일이 많고, <디지몬 어드벤쳐>의 텐타몬 역등 인간이 아닌 캐릭터까지 폭넓게 연기를 하고 있다. 또 <세키구치상>의 사바치니 역이나 <타마 뉴타운>의 사요리나 역, <스즈무라 켄이치의 초인 타이츠 자이언트>CD와 <소문의 남자~69번지의 아침>등에서 여성 캐릭을 담당한적도 있을 만큼 성역(声域)이 넓다.

- 이 외에도 호청년 타입, 쿨하거나 냉혈한, 빈정대는 역, 주인공의 라이벌도 연기한다. 악역을 연기한 적은 적으나 『조이드 -ZOIDS-』의 힐츠, 『NARUTO -나루토- 질풍전』의 사소리, 『VIPER'S CREED』의 우라 치아키, 게임 『트라스티벨 죠팡의 꿈』의 휴우가、OVA 『세인트 세이야 THE LOST CANVAS 명왕신화』의 천귀성 그리폰의 미노스 등을 담당한 예가 있다.

- 보이즈 러브 작품의 활동도 많아 BL계의 드라마CD에서 많이 부르는 성우 중 1명이라고 할 수 있다. 그 때문에 여성팬들이 많다. 캐릭터가 흔히 유형화되는 BL작품에 대해서도 정형적 표현으로 흐르지 않고 설득력있는 심리 묘사와 인물 조형이 두드러지게 하는 등 표현에 대한 자세의 어엿함이 엿보여진다. 또한 사쿠라이 본인도 스스로를 유명하게 해준 BL에 감사하는 듯한 발언을 하고 있으나 근래에 들어서는 이전에 출연했던 작품에만 출연하고 있다.

- 세 살 아래와 아홉 살 아래의 남동생이 있다.

- 본가는 쌀집. 상호는 <사쿠라이 미곡점>

- 일러스트가 특기로, 화가를 꿈꾸었던 적도 있다고 한다. 주연을 맡은 『.hack//G.U.』전문잡지 『.hack//G.U.: The World』Vol.12에서 라디오방송 기획으로 투고했던 일러스트가 펜네임 <쌀집씨>로 게재되었다. 또한 『코드기어스 반역의 를르슈 R2』마지막회에서는 원화스텝으로도 참가하였다.

- 성우의 길로 들어서게 된 계기는 선배성우인 세키 토시히코를 동경했기 때문(같이 81프로듀스에 소속).

- 안경을 끼고 있는 것으로 알려져 있는데, 시력자체는 2.0으로 상당히 좋아 이른바 액세서리용 안경이다. 성우인 우에다 카나에게 「다테메가네(가짜안경)」으로 칭해지지만, 사쿠라이 타카히로 본인은 그 안경에 「꿈과 희망과 팬으로의 사랑이 듬뿍 담겨져 있다」고 한다.

- 수집벽이 있어 안경은 30개 이상 소유하고 있다. 또한 모자도 좋아해서 자주 모으고 있다. 이전엔 레코드를 1000장 이상 모은 적도 있었다고 하고, 현재는 블폰키 홀더(1960년대에 만들어진 프랑스제 키홀더)를 모으고 있다고 말하고 있다.

- 인테리어를 좋아해서 갖고 싶은 테이블을 찾을 때까지 10년이 걸려 아직까지 마음에 드는 테이블을 찾지 못한 듯하다. 그리고 그때까지의 테이블은 골판지로 대용되었던 시기도 있다고 한다.

- 라디오에서의 토크를 쓸어담는데 있어, 스즈무라 켄이치나 후쿠야마 쥰, 코시미즈 아미 등에게 「세계 제일의 리시버」라고 일컬어지고 있다.

- 라디오 등에서 가끔씩 와카모토 노리오의 성대모사를 피로한다. 그 외에도 호시 소이치로나 바비 오로곤, 오다 유지 등의 목소리를 흉내낼 때가 있다.

- 2013년 4월에 81프로듀스에서 나와 프리랜서로 활동했으며 2014년 7월 20일부로 스즈무라 켄이치가 설립한 인텐션(INTENTION)으로 이적했다.

### A&G미디어 스테이션 컴챗 카운트다운의 에피소드
- 사쿠라이 타카히로가 진행을 맡고 있는 『A&G미디어 스테이션 컴챗 카운트다운』에서 시부야 유리 (사쿠라이 주연의 애니메이션 오늘부터 마왕의 주인공)의 캐릭터 송인 「ビオライト(비오라이트)」가 2006년 2월 4일 부 챠트에서 1위를 획득했다. 컴챗에 속하면서부터 진행자가 1위를 획득한 것은 사상 처음의 쾌거이다. 그리고 캐릭터 송이 제 1위를 획득한 것은 스와베 준이치가 테니스의 왕자에서 연기한 아토베 케이고 이름으로 발표한 『理由(이유)』(2005년 4월 23일~4월 30일) 이래 두 번째이다.

- 같은 프로그램에서 타무라 유카리에게 「대화하기 힘들어」라는 말을 들었다. 물론 타무라 본인은 농담으로 말했다고 자신의 홈페이지에 게재하고 있다. 「진짜로 말하기 힘들었다면 대화도 할 수 없었을 것」이라는 것.

- 여성 진행자 코시미즈 아미에게 「서른 넘으면 아저씨네요」라는 말을 들어 살짝 우울해졌던 일이 있다. 그 후, 게스트로 출연한 미즈키 나나에게도 「아저씨」라는 말을 들어 상당히 우울해있다.

- 히라노 아야가 게스트로 출연했을 때 CD쟈켓을 킁킁거리며 「하아하아」 하며 숨을 헐떡거리고 말아, 이후 얘깃거리가 되어 있었는데, 「아저씨화 방지계획」을 위해 봉인되어버렸다.

- 192회(2006년 6월 10일)의 생일 스페셜에서는 배우 아토 카이(본인은 카토 아이를 바라고 있었지만 스텝이 잘못 들어서 아토로부터 메시지가 도착했다)와 사쿠라이의 부모의 메시지가 도착하고, 축하받는 입장의 사쿠라이가 「ビオライト(비오라이트)」를 열창하기도 하여 대대적으로 생일을 축하 받았다.

- 243회(2006년 6월 9일)의 생일 스페셜에서는 사쿠라이 타카히로의 부모의 사쿠차트 베스트 텐이라는 이름의, 사쿠라이가 부른 캐릭터송의 순위를 메기는 차트를 하였으나, 실제로는 5위부터 발표하여 다섯 곡으로 줄어드는 듯 하였다.(사쿠라이왈, 베스트텐인데 제5위는 뭐야?)2위는 오늘부터 마왕 시부야 유리의 Be Alright였고, 대망의 1위는 모친의 Be Alright였다.(고로 사쿠라이의 곡은 네 곡)

## 출연작

### TV 애니메이션
1996년
- 폭주형제 렛츠&고(비디오 스텝, 프로토세이버전대 화이트)

1997년
- 포켓몬스터(포켓몬 세미나의 학생, 마티스의 부하)
- 폭주형제 렛츠&고(왈데가르드 다날라, 리오네 마치니)

1998년
- 녹색전차 해모수(아벨)
- 마스터키튼(랄프)
- 오! 나의 여신님 작다는 건 편리해 (카게로)
- 카드캡터 사쿠라(코노 코이치)
- 태양소년 에스테반(병사, 뱃사공, 남자, 당직사관)

1999년
- 디지몬 어드벤처(텐타몬)

2000년
- 게이트 키퍼즈(우키야 슌)
- 그라비테이션(사회자)
- 디지몬 어드벤처 02(텐타몬)

2001년
- 천사의 꼬리(현무의 신)
- 조이드 신세기 슬래시 제로(비트 클라우드)
- 진 샤프트(히로토 아마기와)

2002년
- 갤럭시 앤젤 Z(매슬)
- 왕도둑 징(루시안)
- 프린세스 츄츄(파키아)

2003년
- 진월담 월희(이누이 아리히코)
- 금색의 갓슈벨 (타카미네 키요마로)
- 카레이도 스타 (레온 오즈월드)
- 마탐정 로키 라그나로크 (어른 로키)
- 세인트 비스트 - 성수강림- (현무의 신)
- 앞장서라! 크로마티 고교 (카미야마 타카시)

2004년
- 블리치 (키라 이즈루)
- 학원 앨리스(미사키 선생)
- 음유묵시록 마이네리베 (오르페우스)
- 오늘부터마왕!1기(시부야유리/마검 모르기프)

2005년
- 로젠메이든 트로이멘트(시로사키)
- 파니포니대쉬(모모세 슈)
- Canvas2~무지개 빛의 스케치~(카미쿠라 히로키)
- 오늘부터 마왕!2기(시부야유리/마검 모르기프)

2006년
- 제로의 사역마(기슈 드 그라몬)
- 코드기어스 반역의 를르슈(쿠루루기스자쿠)
- 디 그레이맨(칸다 유우)
- 괴~아야카시~ (약장수)
- 음유묵시록 마이네리베 비더 (오르페우스)
- 학원 헤븐 (엔도카즈키)
- 슈발리에 (막시밀리앙 로베스피에르)

2007년
- 나루토 질풍전(사소리(본체))
- 모노노케(약장수)
- 수신연무(류코)
- 제로의 사역마~쌍월의 기사~(기슈 드 그라몬)
- ZOMBIE-LOAN(타치바나 시토)
- 오늘부터 마왕!R(시부야유리)
- 세인트 비스트 -광음서사시천사담- (현무의 신)

2008년
- 파천황유희(알제이드)
- 순정 로맨티카(타카하시 미사키)
- 코드기어스 반역의 를르슈 R2(쿠루루기 스자쿠/제로)
- 오늘부터 마왕 3기(시부야 유리/마검 모르기프)

2009년
- 겐지 이야기 천년기 Genji(히카루 겐지)
- 드루아가의 탑 2기(니바)
- 샹그리라(쿠도 쇼고)
- 전장의 발큐리아(팔디오 란차트)
- 첫사랑 한정(소가베 히로유키)
- 크로스 게임(아즈마 유헤이)
- 바케모노가타리(오시노 메메)

2010년
- 납치사 고요 (야이치)
- 흑집사 (클로드 포스타스)
- 전설의용자의전설 (티아 루미블)
- 배신자는 내 이름을 알고 있다 (제스(루카 크로스제리아))
- 누라리횬의 손자 (쿠비나시)
- 소녀요괴 자쿠로 (아게마키 케이)
- 백화요란 사무라이 걸스 (토쿠가와 요시히코)
- 그래도 마을은 돌아간다 (이소하타 우키)
- 디지몬 크로스 워즈 (도루루몬, 돈도코몬)

2011년
- 그날 본 꽃의 이름을 우리는 아직 모른다 (마츠유키 아츠무)
- 토리코 (코코)
- C~The Money Of Soul and Possibility Control~ (마사카키)
- 하느님의 메모장 (히로)
- 누라리횬의 손자~천년마경~ (쿠비나시)
- 파이브레인-신의 퍼즐 (루크 반죠 크로스필드)

2012년
- Brave10 (핫토리 훈조)
- 백곰카페 (시로쿠마)
- 페어리 테일 (스팅 유클리프)
- 사쿠라장의 애완 그녀 (미타카 진)
- 이중에 한명 여동생이 있다 (미카도노 쇼고)
- PSYCHO-PASS (마키시마 쇼고)
- 파이브레인-신의 퍼즐 2기 (루크 반죠 크로스필드)
- 마기 1기 (쟈파르)
- 사랑한다고 말해 (쿠로사와 야마토)
- 츠리타마 (우라라)
- K (쿠사나기 이즈모)

2013년
- 다이아몬드 A (미유키 카즈야)
- 두근두근 프리큐어 (죠 오카다)
- 데빌 서바이버 2 the animation (우려하는 자)
- 파이브레인-신의 퍼즐 3기 (루크 반죠 크로스필드)
- 마기 2기 (쟈파르)
- 유정천가족(시모가모 야사부로)
- 개와 가위는 쓰기 나름 하루미 카즈히토
- 도쿄 레이븐즈 (다이렌지 시도, 아샤마루)

2014년
- 도쿄 구울 (우타)
- 흐린 하늘에 웃다 (킨조 시라스)
- 그리자이아의 과실 (카자미 유우지)
- 늑대소녀와 흑왕자 (사타 쿄야)
- 나와라! 코쿠리씨 (이누가미)
- PSYCHO-PASS 2기 히나카와 쇼
- 새벽의 연화 강태준
- 노라가미 (라보우)
- 일곱 개의 대죄 그리아몰

2015년
- 오소마츠상 (마츠노 오소마츠)
- 앱솔루트 듀오 (K)
- 다이아몬드 A SECOND SEASON(미유키 카즈야)
- 도쿄 구울 √A (우타)
- 식극의 소마 (잇시키 사토시)
- 종말의 세라프 (페리드 바토리)
- 순결의 마리아 베르나르
- 울려라 유포니엄 (타키 노보루)
- 순정 로맨티카3기(타카하시 미사키)
- GANGSTA 마르코 아드리아노
- 란포기담 (아케치)
- 은혼 (사이토 시마루)
- 하이큐!! (츠키시마 아키테루)

2016년
- 가르쳐줘!갸루코쨩 (챠라오)
- 디바인 게이트 산타클로스
- 모브사이코100 (레이겐 아라타카)
- 베르세르크 (그리피스)
- 아인 (토사키 유우)
- 오소마츠상(마츠노 오소마츠)
- 일곱 개의 대죄그리아몰
- 죠죠의 기묘한 모험PART4 다이아몬드는 부서지지 않는다 (키시베 로한)
- 프린스 오브 스트라이드 얼터너티브 (야가미 토모에)

2019년
- 귀멸의 칼날 (토미오카 기유)

### OVA
2002년
- 아이즈(세토 이치타카)

2004년
- 금색의 갓슈벨!! 1기 극장판 101번째 마물(타카미네 키요마로)

2005년
- 금색의 갓슈벨!! 2기 극장판 메카발칸의 내습(타카미네 키요마로)
- Final Fantasy VII Advent Children(클라우드 스트라이프)

2006년
- 로젠메이든 오베르튜레(시로사키)

2012년
- Fate/Prototype (세이버)

### 게임
2000년
- 바운서(시온 발자드)

2001년
- 버츄어 파이터4 (레이 페이)

2002년
- 킹덤 하츠 (클라우드 스트라이프)
- 스타크래프트 (할리(시네마틱))

2003년
- 판타스틱 포츈2 (류트 윌슨)
- 그로우 랜서4 (발레리)

2005년
- NAMCO x CAPCOM (간츠, 레드 아리마 조커)
- 프린세스 메이커 4 (샤를)
- 테일즈 오브 레젠디아 (월터 퉤르퀘스)
- 킹덤 하츠 2 (클라우드 스트라이프)
- 록맨 X 8 (엑스)

2006년
- 버츄어 파이터5 (레이 페이)

2007년
- 크라이시스 코어 파이널 판타지VII (클라우드 스트라이프)

2008년
- 디시디아 파이널 판타지 (클라우드 스트라이프)

2009년
- 완드 오브 포츈 (유리우스 포트너)
- 테일즈 오브 그레이세스 (아스벨 란트)

2010년
- 완드 오브 포츈 ~미래로의 프롤로그~ (유리우스 포트너)
- 스타크래프트 II: 자유의 날개 (악령)
- 탄환논파 희망의 학교와 절망의 고교생 (초고교급 야구선수 쿠와타 레온)

2011년
- 디시디아 듀오데심 파이널 판타지 (클라우드 스트라이프)
- 완드 오브 포츈2 ~시공에 가라앉는 묵시록~ (유리우스 포트너)

### 외화
- 범죄도시4 - 백창기 (김무열)

### 극장판 애니메이션
2006년
- 극장판 머나먼 시공 속에서 마이히토요 (오오노 스에후미)

2016년
- 디지몬 어드벤처 트라이 제3장: 고백 (텐토몬)
- 극장판 울려라! 유포니엄 (노보루)
- 키즈모노가타리 II 열혈편 (오시오 메메)

2017년
- 키즈모노가타리 III 냉혈편 (오시오 메메)

2019년
- 코드 기아스 부활의 를르슈 (스자쿠)

2020년
- 디지몬 어드벤처 라스트 에볼루션: 인연 (텐토몬)
- 귀멸의 칼날: 주합회의·나비저택 편 (토미오카 기유)
- 귀멸의 칼날: 나타구모산 편 (토미오카 기유)

2021년
- 극장판 주술회전 0 (게토 스구루)
- 시도니아의 기사 : 사랑을 잣는 별 (쿠나토 노리오)

2023년
- 극장판 울려라! 유포니엄: 앙상블 콘테스트 (타키 노보루)

### 외화 더빙
- 범죄도시4 - 백창기(김무열)

## 노래
2004년
- 딱지(カサブタ, 발음 : 카사부타)

애니메이션 『금색의 갓슈벨!!』의 1기 오프닝이자 치와타 히데노리의 원곡. 사쿠라이 타카히로는 치와타 히데노리의 딱지를 라디오 에딧 버전으로 리메이크해 다시 불렀다.
2005년
- 비오라이트(ビオライト, 영어 be alright의 일본식 발음)

애니메이션 『오늘부터 마왕』의 시부야 유리 캐릭터송으로 활용되었다.